# Антуан (герцог Лотарингії)
Антуан I Добрий (фр. Antoine le Bon; 4 червня 1489 — 14 червня 1544) — герцог Лотарингії і Бара в 1508—1544 роках, граф Водемон (як Антуан III).

## Життєпис
Походив з Другого Водемонського або Третього Лотаринзького дому. Третій син Рене II, герцога Лотарингії, та Філіппи Гельдернської. Народився 1489 року в Бар-ле-Дюк. На момент народження його старші брати вже померли, тому Антуан став спадкоємцем трону.
Виховувався при дворі французького короля Людовика XII, де затоваришував зі своїм кузеном герцогом Франциском Ангулемським.
У 1508 році помирає батько Антуана. Його мати спробувала запровадити власне регентство, проте Штати Лотарингії вирішили, що Антуан знаходиться в віці достатньому для самостійного панування. У 1509 році, доручивши управління герцогствами Лотарингія й Бар матері і Гуго дез Азару, єпископу Туля, Антуан I долучився до французької армії, що рушила до Італії в рамках війни Камбрейської ліги. Він брав участь в битві при Ан'яделло, де було завдано поразки Венеції.
Після смерті Людовика XII 1515 року королем став його друг Франциск Ангулемський. Герцог Лотарингії брав участь в його коронації, а потім разом з ним — в новому поході до Італії. Відзначився у битві при Мариньяно у вересні того ж року. Але згодом виушений був повернутися до Лотарингії. 1515 року оженився на представниці роду Бурбон-Монпансьє.
26 грудня 1523 Антуан I опублікував едикт, що забороняє лютеранські проповіді і продаж протестантської літератури. У 1524 році почалася Селянська війна в Німеччині. Спочатку повстання відбувалися на кордоні з Лотарингією, зокрема в Ельзасі. Втім невдовзі повстанці взяли Саверн і спробували захопити Сен-Дьє. У травні 1525 року повстали селяни сеньйорії Біч. Герцог у відповідь здійснив каральний похід, яким звільнив Саверн 17 травня, а 20 травня знищив повстанців поблизу Селести. Згодом Антуан I видав нові едикти проти протестантів.
Розглядаючи імператора Священної Римської імперії Карла V Габсбурга як союзника у боротьбі з лютеранством, герцог перейшов до політики маневрування між імперією та Францією. З 1530 року дотримувався нейтралітету.
У 1538 році після смерті вуйка Карла II Егмонта, герцога Гельдерна, висунув претензії на його спадщину. Проте не досяг бажаного. З 1539 року став хворіти на подагру.
Завдяки дипломатії 1542 року відповідно до Нюрнберзького договору Лотарінзьке герцогство визнавалося незалежним від Священної Римської імперії. Помер 1544 року. Йому спадкував старший син Франциск.

## Родина
Дружина — Рене, донька графа Жильбера де Монпансьє
Діти:
- Франциск (1517—1545), герцог Лотарингії і Бара
- Анна (1522—1568), дружина: 1) Рене де Шалона, принца Оранського; 2) Філіппа II де Кроя, герцога Арсхот
- Ніколя (1524—1577), єпископ Меца, граф Водемон і герцог де Меркер
- Жан (1526—1532)
- Антуан (1528)
- Єлизавета (1530)